# Лейк-Плезант (тауншип, Миннесота)
Лейк-Плезант (англ. Lake Pleasant) — тауншип в округе Ред-Лейк, Миннесота, США. На 2000 год его население составило 126 человек.

## География
По данным Бюро переписи населения США площадь тауншипа составляет 93,0 км², из которых 93,0 км² занимает суша, водоёмов нет.

## Демография
По данным переписи населения 2000 года здесь находились 126 человек, 41 домохозяйство и 35 семей. Плотность населения —  1,4 чел./км². На территории тауншипа расположено 43 постройки со средней плотностью 0,5 построек на один квадратный километр. Расовый состав населения: 99,21 % белых и 0,79 % афроамериканцев.
Из 41 домохозяйства в 41,5 % воспитывались дети до 18 лет, в 75,6 % проживали супружеские пары, в 7,3 % проживали незамужние женщины и в 14,6 % домохозяйств проживали несемейные люди. 14,6 % домохозяйств состояли из одного человека, при том 4,9 % из — одиноких пожилых людей старше 65 лет. Средний размер домохозяйства — 3,07, а семьи — 3,37 человека.
31,7 % населения — младше 18 лет, 6,3 % — в возрасте от 18 до 24 лет, 28,6 % — от 25 до 44, 19,8 % — от 45 до 64, и 13,5 % — старше 65 лет. Средний возраст — 38 лет. На каждые 100 женщин приходилось 93,8 мужчин. На каждые 100 женщин старше 18 приходилось 115,0 мужчин.
Средний годовой доход домохозяйства составлял 41 875 долларов, а средний годовой доход семьи —  42 813 долларов. Средний доход мужчин —  24 583  доллара, в то время как у женщин — 23 500. Доход на душу населения составил 13 242 доллара. За чертой бедности находились 9,1 % семей и 13,6 % всего населения тауншипа, из которых 16,7 % младше 18 лет.